# Валентний електрон

Чотири ковалентні зв’язки. Вуглець має чотири валентні електрони, а тут валентність чотири. Кожен атом водню має один валентний електрон і є одновалентним.

Вале́нтний електро́н — електрон у складі атома, що може утворювати хімічні зв'язки, а отже, визначає поведінку атома в хімічних реакціях. Назва валентний пов'язана з терміном валентність. Валентні електрони займають зовнішні електронні орбіталі, найслабше зв'язані з ядром атома. Кількість валентних електронів для кожного хімічного елемента визначається його електронною конфігурацією.
Утворюючи іонні зв'язки, атоми віддають свої валентні електрони іншим атомам або приймають валентні електрони від інших атомів. Коли утворюється ковалентний зв'язок, валентні електрони різних атомів об'єднуються в пари. У разі металічних зв'язків валентні електрони всього металу колективізуються.
Як і поняття валентності, термін валентний електрон дає лише приблизну, спрощену картину взаємодії між атомами. Для передбачення поведінки електронів атомів у сполуках необхідно виконувати квантовохімічні обчислення. Наприклад, атом Оксигену має 6 електронів на другій оболонці, 4 з них — p-електрони. Однак у процесі утворення молекули кисню формується лише одна електронна пара, тобто в утворенні зв'язку бере участь лише один електрон від кожного атома.